# José María Peña
Pour les articles homonymes, voir Peña et Salegui.
José María Peña Salegui (né le 19 avril 1895 à Getxo et mort le 13 janvier 1988) était un footballeur espagnol qui jouait au poste de milieu de terrain.
Il a joué au Real Madrid et en équipe d'Espagne dans les années 1920.
Il compte 21 sélections entre 1921 et 1930. Il a également participé au tournoi de football aux Jeux olympiques d'été de 1924.